# NGC 6790
NGC 6790 è una nebulosa planetaria piuttosto giovane, situata nella costellazione dell'Aquila e di magnitudine apparente +10.
Le immagini del Telescopio Spaziale Hubble hanno permesso di rivelare una struttura interna brillante e elongata, mentre all'esterno, lungo l'asse di elongazione di tale struttura, sono visibili due lobi simmetrici, forse il risultato di un passato da nebulosa bipolare.
La stella centrale (di classe spettrale WN) ha una temperatura effettiva di 85.000 K, mentre la nebulosa ha un'età stimata di circa 6000 anni e si sta espandendo a una velocità di circa 40 km/s; si ritiene che NGC 6790 sia il prototipo di un nuovo tipo di nebulose planetarie: giovani, ad alta densità e alta luminosità superficiale.